# OZAWA YUKI
OZAWA YUKI（日语：おざわゆき，1964年11月13日—），日本漫畫家。

## 經歷
愛知縣名古屋市出身，中學時代開始投稿至少女漫畫雜誌，高中一年級時於《ぶ〜け》出道。
2012年以《凍りの掌 シベリア抑留記》榮獲日本新媒體動漫藝術節新人賞。
2015年以《凍りの掌 シベリア抑留記》、《あとかたの街》榮獲第44屆日本漫畫家協會賞的大賞。
2018年以《傘壽まり子》榮獲第42屆講談社漫畫賞的一般部門賞。

## 作品
OZAWA YUKI目前有正式授權中文譯本的作品： 
- 築地究極美食大特搜
- 築地美食吃透透（與其夫渡邊博光合著）